# World's End Harem: Fantasia
World's End Harem: Fantasia (終末のハーレム ファンタジア?, Shūmatsu no Hāremu Fantajia) è un manga scritto da LINK e disegnato da SAVAN. È uno spin-off di World's End Harem. Il manga ha iniziato originariamente la sua serializzazione su Ultra Jump di Shūeisha nell'aprile 2018 ed è stato trasferito alla rivista digitale Shōnen Jump+ nel marzo 2022. È stato anche pubblicato simultaneamente sulla rivista digitale Shōnen Jump+ e sull'applicazione Young Jump!.

## Trama
Ark è il giovane principe ed erede al trono del piccolo regno di Nargala. Sotto la guida della cavaliere Celine, studia la via della penna e della spada. Un giorno, viene separato con la forza dal suo amore d'infanzia, Aurelia Isteshia, dopo che è stata scelta per far parte dell'harem del leader dell'impero. Determinato a riaverla, Ark si imbatte in una misteriosa elfa oscura che aiuta Ark a subire una potente trasformazione. Con il suo ritrovato potere, Ark parte per un viaggio con l'elfa oscura al seguito per riparare i torti del mondo.

## Pubblicazione
World's End Harem: Fantasia, scritto da LINk e disegnato da SAVAN, ha iniziato la sua serializzazione il 19 aprile 2018 su Ultra Jump di Shūeisha; è stato anche pubblicato sulla rivista digitale Shōnen Jump+ e sull'applicazione Young Jump!. La pubblicazione su Ultra Jump si è conclusa il 19 febbraio 2022 e da allora continua solo in formato digitale. I capitoli vengono raccolti in formato tankōbon a partire dal 2 novembre 2018.
Una serie spin-off, intitolata World's End Harem: Fantasia Academy (終末のハーレム ファンタジア学園?, Shūmatsu no Hāremu Fantajia gakuen) che mostra i personaggi in un ambiente scolastico moderno, ha iniziato la serializzazione il 19 maggio 2020 su Ultra Jump e a partire dal 2 agosto dello stesso anno è uscita anche su Shōnen Jump+. La pubblicazione su Ultra Jump si è conclusa il 19 febbraio 2022 e da allora ha continuato ad uscire solo Shōnen Jump+. La serie si è conclusa il 17 luglio 2022. I capitoli sono stati raccolti in 3 volumi tankōbon pubblicati dal 4 gennaio 2021 al 4 agosto 2022.

### Volumi

#### World's End Harem: Fantasia
| 1  | 2 novembre 2018 | ISBN 978-4-08-891129-8 |
| 1  | Capitoli (traduzioni letterali dei titoli) - 0. Prologo (プロローグ?, Purorōgu) - 1. Preludio (序曲?, Jokyoku) - 2. Strega (魔導師?, Madōshi) - 3. Le tre promesse (三つの約束?, Mittsu no yakusoku) - 4. Nascita (誕生?, Tanjō) |                        |
| 2  | 4 marzo 2019 | ISBN 978-4-08-891247-9 |
| 2  | Capitoli (traduzioni letterali dei titoli) - 5. Tipo di fuoco (火種?, Hidane) - 6. Effetto (効カ?, Kōka) - 7. Alleata (味方?, Mikata) - 8. Castello dell'inganno (謀略の城?, Bōryaku no shiro) - 9. Correre selvaggiamente (暴走?, Bōsō) |                        |
| 3  | 2 agosto 2019 | ISBN 978-4-08-891353-7 |
| 3  | Capitoli (traduzioni letterali dei titoli) - 10. La ragione del potere (力の理?, Chikara no ri) - 11. Giudizio di attribuzione (属性判定?, Zokusei hantei) - 12. Nord (北へ?, Kita e) - 13. Inferno bianco (白き地獄?, Shiroki jigoku) |                        |
| 4  | 4 gennaio 2020 | ISBN 978-4-08-891470-1 |
| 4  | Capitoli (traduzioni letterali dei titoli) - 14. Esplorazione dei sotterranei (ダンジョン探索?, Danjon tansaku) - 15. Lotta feroce (激闘、ふたつ?, Gekitō, futatsu) - 16. Cassia dal sangue di neve (雪血のキャシア?, Yukichi no Kyashia) - 17. Invasione, il demone del ghiaccio e della neve (襲来、氷雪の魔人?, Shūrai, hyōsetsu no majin) - Extra. Omake manga (おまけ漫画?, Omake manga)                                                                      |                        |
| 5  | 4 agosto 2020 | ISBN 978-4-08-891652-1 |
| 5  | Capitoli (traduzioni letterali dei titoli) - 18. Muro magico (prima parte) (魔法壁(前編)?, Mahō kabe (zenpen)) - 18.5. Muro magico (seconda parte) (魔法壁(後編)?, Mahō kabe (kōhen)) - 19. Incidente (異変?, Ihen) - 20. Il ricordo di Tia (ティアの記憶?, Tia no kioku) - 21. Ritorno (帰還?, Kikan) |                        |
| 6  | 4 gennaio 2021 | ISBN 978-4-08-891762-7 |
| 6  | Capitoli (traduzioni letterali dei titoli) - 22. Strano firmatario (奇妙な陳情者?, Kimyōna chinjō-sha) - 23. Connessione inaspettata (意外な繋がり?, Igaina tsunagari) - 24. Miglioramento del potere magico (魔力の向上?, Maryoku no kōjō) - 25. Insieme (力合わせて?, Chikara awasete) - 26. Durata della vita (命の長さ?, Inochi no nagasa) |                        |
| 7  | 4 giugno 2021 | ISBN 978-4-08-891873-0 |
| 7  | Capitoli (traduzioni letterali dei titoli) - 27. Addio, e poi... (別れ、そして?, Wakare, soshite) - 28. Mappa del continente (大陸地図?, Tairiku chizu) - 29. Cerimonia del Katakami (堅神式?, Katakami-shiki) - 30. Due incantesimi (二つの呪術?, Futatsu no jujutsu) |                        |
| 8  | 4 ottobre 2021 | ISBN 978-4-08-892110-5 |
| 8  | Capitoli (traduzioni letterali dei titoli) - 31. La fine della maledizione (呪いの果て?, Noroi no hate) - 32. Rinforzi (挙兵?, Kyohei) - 33. La cospirazione dei nobili (謀略の貴族たち?, Bōryaku no kizoku-tachi) - 34. Predica (窮地?, Kyūchi) |                        |
| 9  | 4 gennaio 2022 | ISBN 978-4-08-892159-4 |
| 9  | Capitoli (traduzioni letterali dei titoli) - 35. Pioggia e lacrime (雨と涙?, Ame to namida) - 36. Battaglia di Bucket Canyon (バケット峡谷の戦い?, Baketto kyōkoku no tatakai) - 37. Coloro che strisciano a terra (地を這う者たち?, Chi o hau monotachi) - 38. Terremoto continentale (大陸震撼?, Tairiku shinkan) |                        |
| 10 | 2 maggio 2022 | ISBN 978-4-08-892304-8 |
| 10 | Capitoli (traduzioni letterali dei titoli) - 39. Mago apprendista Letta (魔導士見習いレッタ?, Madōshi minarai Retta) - 40. Occhi d'oro (黄金の目?, Ōgon no me) - 41. Il potere dell'occhio (眼の力?, Me no chikara) - 42. Il neo bianco (白モグラ?, Shiro mogura) |                        |
| 11 | 2 settembre 2022 | ISBN 978-4-08-892459-5 |
| 11 | Capitoli (traduzioni letterali dei titoli) - 43. Partenza (船出?, Funade) - 44. Consanguineità (血族?, Ketsuzoku) - 45. Esecutiva (幹部?, Kanbu) - 46. Pezzi (駒?, Koma) - 47. I quattro generali imperiali (帝国四将軍?, Teikoku yon shōgun) - 48. Riconquista (奪還?, Dakkan) - 49. Sintesi sacra (聖なる統合?, Seinaru tōgō) - Extra. Il segreto nel bagno pubblico (大浴場での秘め事?, Dai yokujō de no himegoto)                                              |                        |
| 12 | 2 dicembre 2022 | ISBN 978-4-08-892588-2 |
| 12 | Capitoli (traduzioni letterali dei titoli) - 50. Torneo di combattimento (闘技大会?, Tōgi taikai) - 51. Lotta fra donne (女たちの激闘?, Onna-tachi no gekitō) - 52. Vincitore (優勝者?, Yūshō-sha) - 53. Lucertola e coccodrillo (蜥蜴と鰐?, Tokage to wani) - 54. Incoronazione (戴冠式?, Taikanshiki) - 55. Incursione (襲撃?, Shūgeki) - 56. Destino (因縁?, In'nen)                                                                                            |                        |
| 13 | 4 aprile 2023 | ISBN 978-4-08-892733-6 |
| 13 | Capitoli (traduzioni letterali dei titoli) - 57. La forza di due (ふたつの力?, Futatsu no chikara) - 58. L'uomo placcato (鍍金の男?, Mekki no otoko) - 59. Il principe e l'imperatore (皇太子と皇帝?, Kōtaishi to kōtei) - 60. Lo scoppio della guerra (開戦?, Kaisen) - 61. La lancia dell'ovest (西方の槍?, Seihō no yari) - 62. Le lunghe pianure di querce (ロングオーク平原?, Ronguōku heigen) - 63. Massacro (殺戮?, Satsuriku)                              |                        |
| 14 | 4 agosto 2023 | ISBN 978-4-08-892884-5 |
| 14 | Capitoli (traduzioni letterali dei titoli) - 64. Lapide (墓標?, Bohyō) - 65. Città imperiale (帝都?, Teito) - 66. Il piano di Arc (アルクの企て?, Aruku no kuwadate) - 67. Il futuro del continente (大陸の未来?, Tairiku no mirai) - 68. Passione (激情?, Gekijō) - 69. Caccia alla donna (女狩り?, On'na kari) - 70. La cerimonia del serpente gemello (双蛇の儀?, Sōja no gi) - 71. Ferita (傷?, Kizu) - 72. Infiltrazione (潜入?, Sen'nyū)                     |                        |
| 15 | 4 dicembre 2023 | ISBN 978-4-08-893149-4 |
| 15 | Capitoli (traduzioni letterali dei titoli) - 73. La prova della magia (魔力試験?, Maryoku shiken) - 74. La prostituta della città (都の娼婦?, Miyako no shōfu) - 75. Fiore notturno (夜の花?, Yoru no hana) - 76. La sera prima della cerimonia (式典前夜?, Shikiten zen'ya) - 77. Il giorno fatidico (運命の日?, Unmei no hi) - 78. Intrusione (侵入?, Shin'nyū) - 79. Topo (ネズミ?, Nezumi) - 80. Esecuzione (処刑?, Shokei) - 81. Ribellione (反逆?, Hangyaku) |                        |

#### World's End Harem: Fantasia Academy
| 1 | 4 gennaio 2021 | ISBN 978-4-08-891763-4 |
| 1 | Capitoli (traduzioni letterali dei titoli) - 1. Ammissione (入学?, Nyūgaku) - 2. Misurazione fisica (身体測定?, Karada sokutei) - 3. Presentazione automatica 1 -Edizione per giovani- (自己紹介①～ヤング編～?, Jiko shōkai ① ~Yangu-hen~) - 4. Presentazione automatica 2 -Edizione per adulti- (自己紹介②～アダルト編～?, Jiko shōkai ② ~Adaruto-hen~) - 5. Wenne e l'abbigliamento da palestra (ウェンヌと体操着?, Uennu to taisō chaku) - 6. Celine e il club di kendo (セリーヌと剣道部?, Serīnu to kendō-bu) - 7. Tia e i costumi da bagno (ティアと水着?, Tia to mizugi) - 8. Lilo e l'esperienza misteriosa (リロと不思議体験?, Riro to fushigi taiken) - 9. Ferraris lo studente trasferito (転校生フェラリス?, Tenkōsei Ferarisu) - 10. La fuga di Aurelia (アウレリアの脱走?, Aureria no dassō) - 11. La consulenza sentimentale di Ferraris (フェラリスの恋愛相談?, Ferarisu no ren'ai sōdan) - 12. Halloween e cosplay (ハロウィンとコスプレ?, Harōin to Kosupure) - 13. Cassia e il principe (キャシアと王子役?, Kyashia to ōji-yaku) - 14. Mine e la crisi professionale (ミーネと留年危機?, Mīne to ryūnen kiki) - 15. Aurelia e il Natale (アウレリアとクリスマス?, Aureria to Kurisumasu) - 16. La vita quotidiana dell'insegnante Rathi (ラティ先生の日常?, Rati sensei no nichijō)                                           |                        |
| 2 | 4 ottobre 2021 | ISBN 978-4-08-892111-2 |
| 2 | Capitoli (traduzioni letterali dei titoli) - 17. Il limite di Ark (アルクの限界?, Aruku no genkai) - 18. Joanna e la moda (ジョアンナとオシャレ?, Joanna to oshare) - 19. Il San Valentino di Tia (ティアのバレンタイン?, Tia no Barentain) - 20. Il desiderio di Tammy (タミィの願い?, Tamyi no negai) - 21. Riunione con Aurelia (prima parte) (アウレリアと再会（前編）?, Aureria to saikai (zenpen)) - 22. Riunione con Aurelia (seconda parte) (アウレリアと再会（後編）?, Aureria to saikai (kōhen)) - 23. Nuovo semestre (di nuovo) (新学期（再）?, Shin gakki (sai)) - 24. Wennes e i fazzoletti (ウェンヌとハンカチ?, Uennu to hankachi) - 25. Scambio interscuola (学校間交流?, Gakkō-kan kōryū) - 26. L'osservazione delle attività del club di Ark (アルクの部活動見学?, Aruku no bu katsudō kengaku) - 27. I doveri del principe ereditario (皇太子ドゥティアス?, Kōtaishi dotiasu) - 28. Giro di pulizia (掃除の見回り?, Sōji no mimawari) - 29. Tempo di piscina (プールの時間?, Pūru no jikan) - 30. La promozione di Mariya (マリヤの推し活?, Mariya no oshi katsu) - 31. Ferraris e la festa d'estate (フェラリスと夏祭り?, Ferarisu to natsu matsuri) - 32. Livello stratega (策士ティア?, Sakushi tia) - 33. Family Restaurant (ファミリーレストラン?, Famirī Resutoran) - 34. L'ora di arte (美術の時間?, Bijutsu no jikan) |                        |
| 3 | 4 agosto 2022 | ISBN 978-4-08-892406-9 |
| 3 | Capitoli (traduzioni letterali dei titoli) - 35. La sfida dell'insegnante Rathi (ラティ先生に挑戦?, Rati sensei ni chōsen) - 36. Festival sportivo (体育祭?, Taīkusai) - 37. Visita al festival culturale (文化祭訪問?, Bunkasai hōmon) - 38. Pratica di cucina (調理実習?, Chōri jisshū) - 39. Scambio di regali (プレゼント交換?, Purezento kōkan) - 40. Giocando sulla neve (雪遊び?, Yuki asobi) - 41. Tutti i parenti (親戚一同?, Shinseki ichidō) - 42. Prima visita dell'anno a un santuario (初詣?, Hatsumōde) - 43. Il giorno del setsubun (節分の日?, Setsubun no hi) - 44. Il San Valentino di Aurelia (アウレリアのバレンタイン?, Aureria no Barentain) - 45. White Day (ホワイトデー?, Howaito Dē) - 46. Karaoke (カラオケ?, Karaoke) - 47. Dopo le ore di lezione (放課後の時間?, Hōkago no jikan) - 48. SNS (SNS?) - 49. Shopping Mall (ショッピングモール?, Shoppingu Mōru) - 50. Parco divertimenti (遊園地?, Yuenchi) - 51. Astinenza finita (禁欲達成?, Kinyoku tassei) - Extra. Promozione (進級?, Shinkyū) |                        |

## Accoglienza
A dicembre 2018, World's End Harem: Fantasia ha venduto 100 000 copie.